# Michel Schooyans
Michel Schooyans (Braine-l'Alleud, Bélgica, 6 de julio de 1930-3 de mayo de 2022) tenía un doctorado en filosofía y teología, y fue un sacerdote de la arquidiócesis de Malinas-Bruselas.
También es profesor de la Universidad Católica de Lovaina, profesor invitado en diversas universidades de Estados Unidos, exprofesor de la Pontificia Universidad Católica de São Paulo, y tiene muchos libros sobre filosofía política, ideologías contemporáneas, políticas de población y realizó numerosas misiones en el Tercer Mundo.
Es miembro de la Academia Pontificia de Ciencias Sociales del Vaticano, del Instituto Real de Relaciones Internacionales de Bruselas, el Instituto de Demografía Política de París y el Instituto de Investigación de Población en Washington.